# Dońskie Wojsko Kozackie
Dońskie Wojsko Kozackie – autonomiczna kozacka struktura wojskowa, podlegająca państwu moskiewskiemu.

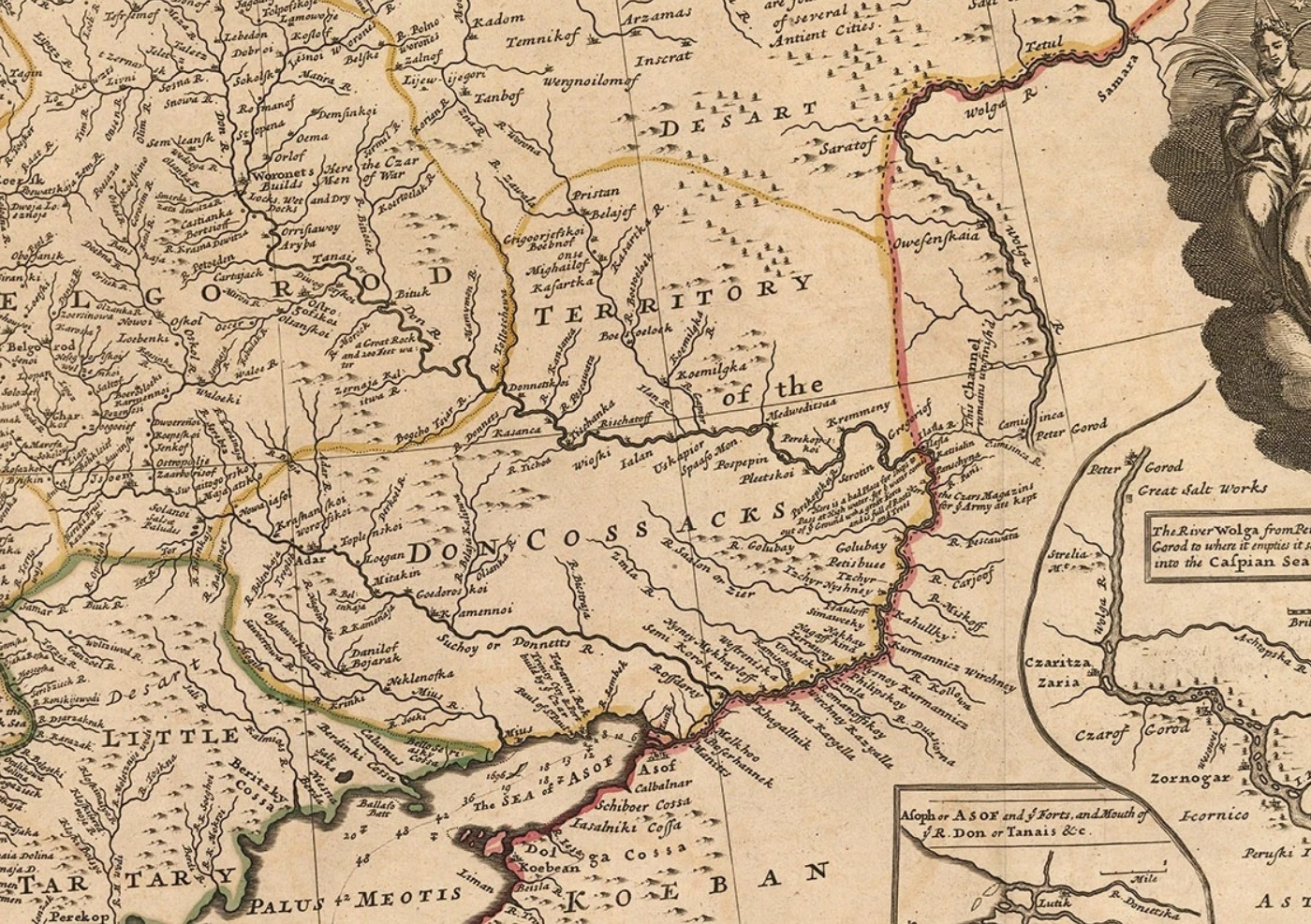
Territory of the Don Cossacks - Terytorium Wojska Kozackiego - Herman Moll 1715

Została utworzona po złożeniu przysięgi na wierność carowi w 1671 przez Główne Wojsko Dońskie. Stolicą było miasto Czerkask. Od 1771 Dońskie Wojsko Kozackie zostało podporządkowane Kolegium Wojskowemu. W 1775 ukaz Katarzyny II zlikwidował resztki stopniowo ograniczanej autonomii Dońskiego Wojska Kozackiego.
Funkcjonowało do 22 maja 1786, kiedy to zostało przekształcone w Ziemię Wojska Dońskiego.

## Literatura
- П.Н. Краснов - "Всевеликое Войско Донское", w: "Архив русской революции", т. 5., Moskwa 1991.